# 皮克福德 (密歇根州)
皮克福德（英語：Pickford）是位於美國密西根州契皮瓦縣及麥基諾縣的一個非建制地區。

## 地理
皮克福德所處的海拔為高於海平面184米（即604英呎），而該地所採用的時區為UTC-5，即北美东部時區（EST）。同時該地設有夏令時間，為UTC-5調快一小時，即UTC-4（EDT）。